# Julien Lorieux
Julien Lorieux, né Auguste Julien  Philibert Lorieux le 31 décembre 1876 à Paris (9e arrondissement) et mort à Toul le 30 avril 1915, est un sculpteur et médailleur français.

## Biographie

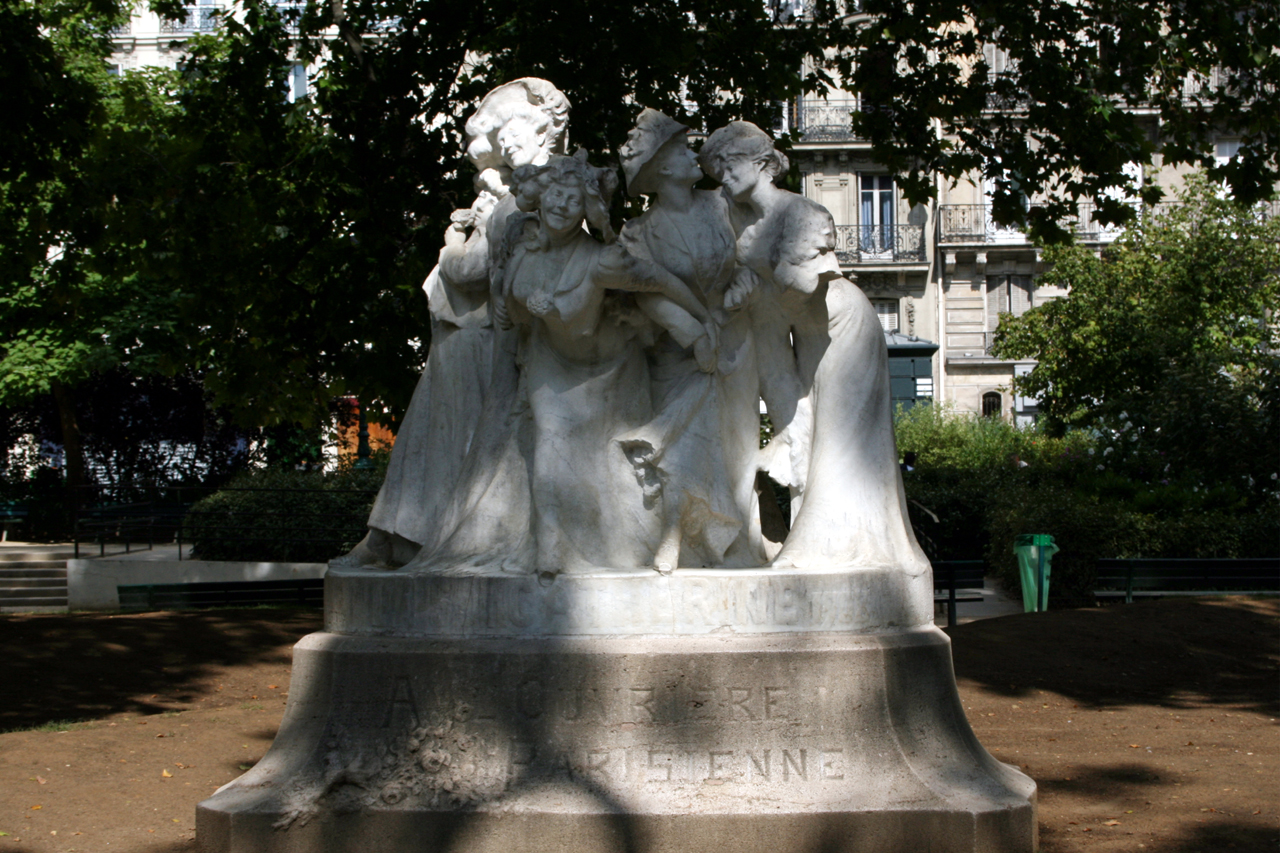
La Sainte Catherine ou Les Ouvrières parisiennes, groupe en marbre, Paris, square Montholon.

Admis à l'École des beaux-arts de Paris, Julien Lorieux entre dans l’atelier d’Alexandre Falguière puis d'Antonin Mercié. Il obtient le premier second grand prix de Rome de gravure en médailles et pierres fines en 1896 pour sa médaille Oreste, poursuivi par les Euménides, se réfugie auprès de l'autel dédié à Minerve.
Entre 1893 et 1914, il expose régulièrement au Salon des artistes français : mention honorable au Salon de 1897, mention honorable à l’Exposition universelle de 1900, médaille de troisième classe au Salon de 1901, médaille de deuxième classe au Salon de 1902, médaille de première classe au Salon de 1907 et classé hors-concours depuis cette date.
Mobilisé en 1914, il intègre le 369e régiment d'infanterie qui sera engagé dans le cadre de la 73e division d’infanterie dans les Combats du Bois-le-Prêtre. Blessé à la tête par un éclat d’obus le 20 avril 1915, il meurt à Toul, à l’hospice Saint-Charles, le 30 avril 1915, déclaré « Mort pour la France. »
Julien Lorieux fait donation de sa maison de Paris, à la Société des artistes français, à la condition que son atelier soit mis à la disposition d’un premier ou d’un second prix de Rome en sculpture,. 

## Œuvres
- La Chute des feuilles, plâtre, Salon de 1902. Le groupe en marbre est exposé au Salon de 1907 et conservé dans le parc Jean-Rameau à Mont-de-Marsan[7].
- La Sainte Catherine, groupe en marbre acquis en 1913 par la ville de Paris, érigé dans le square Montholon à Paris[8].
- Jeux de main, jeux de vilains, 1908, groupe en marbre, musée de Rochefort (Charente-Maritime)[Lequel ?][9].
- Délassement, Salon de 1909[10].
- Monument à Marius Soustre, Digne-les-Bains

### Sources
- Bulletin périodique de la Société des artistes français, du n°206, janvier 1914, au n°212, avril 1919, p. 443.(en ligne).